# NGC 5733
NGC 5733 este o emission-line galaxy⁠(d) situată în constelația Fecioara. A fost descoperită în 12 aprilie 1864 de către Albert Marth.